# Radiostacja R-350M
Radiostacja R-350M – eksploatowana w wojskach Układu Warszawskiego nadawczo-odbiorcza simpleksowa radiostacja krótkofalowa małej mocy, skonstruowana w ZSRR. Pracowała tylko z modulacją amplitudy.

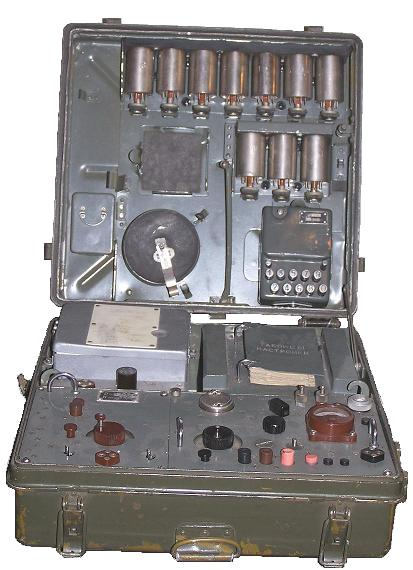
Radiostacja przenośna KF R-350M

## Warunki pracy
Konstrukcja radiostacji zapewniała bryzgoszczelność i pyłoszczelność oraz możliwość pracy w trudnych warunkach klimatycznych i mechanicznych. Urządzenie przystosowane było do pracy w temperaturze od –40 °C do +50 °C i wilgotności względnej do 98%.

## Przeznaczenie
Radiostacja R-350M była przeznaczona dla Grup Specjalnych (rozpoznanie i dywersja na tyłach nieprzyjaciela – w Polsce: 48, 56, 62 kompanie specjalne oraz 1 Batalion Szturmowy) oraz dla wywiadu agenturalnego. Radia przeznaczone dla służby agenturalnej miały opisy płyty czołowej w języku angielskim, w odróżnieniu od sprzętu dla grup specjalnych gdzie spotykało się radiostacje z opisami po angielsku i po rosyjsku (cyrylica).
Zasadniczym trybem pracy radiostacji była tzw. szybka telegrafia – umożliwiała szybkie nadanie (w bardzo krótkim czasie, uniemożliwiającym namierzenie nadajnika) wcześniej przygotowanego telegramu. Kodowanie telegramu odbywało się przez naperforowanie meldunku na ówcześnie standardowym filmie fotograficznym. Telegram składał się z 5-znakowych grup cyfrowych. Odbiór takiego szyfro-telegramu realizowany był przy użyciu specjalnego sprzętu; nagranie odtwarzano ze znacznie mniejszą prędkością, służył do tego magnetofon płytowy z płynną regulacją obrotów.
Możliwość odbioru takich wiadomości miała m.in. specjalna wersja radiostacji średniej mocy R-102RR2 lub R-118R.

## Możliwości pracy
- nadawania

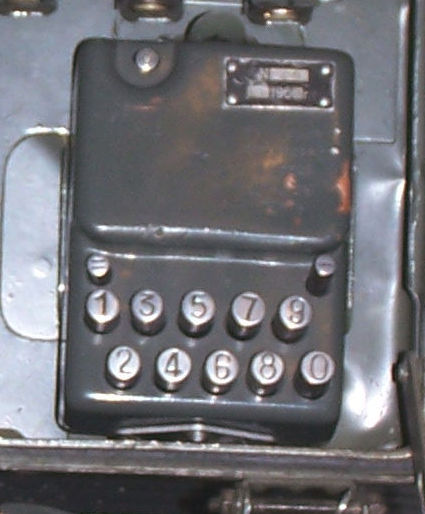
Perforator taśmy

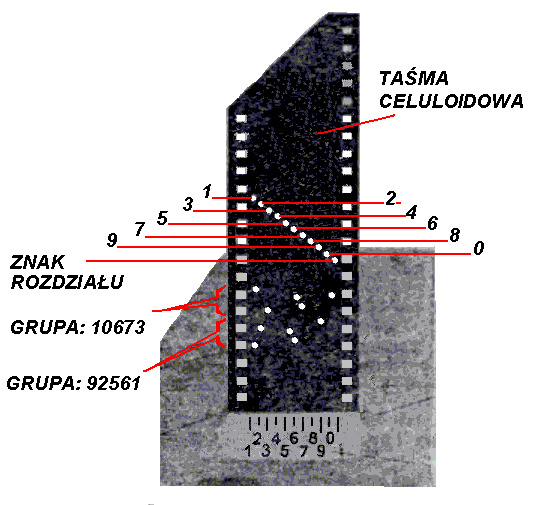
Sposób perforacji taśmy

  - praca za pomocą ręcznego klucza telegraficznego
  - praca ręczna – przyspieszona, za pomocą metalowego rysika prowadzonego w metalizowanych (według kodu Morse’a) rowkach
  - praca z bardzo szybką manipulacją wytwarzaną w czytniku wcześniej przygotowanej celuloidowej taśmy perforowanej, napędzanym za pomocą ręcznej korbki. Do przygotowania taśmy (zakodowanego szyfrogramu) służył specjalny perforator (ilustracja obok)
- odbioru – odbiór słuchowy na słuchawki.

Wybór zakresu nadajnika dokonywany był przez wymianę modułu zawierającego elementy indukcyjne i pojemnościowe dopasowane do danego pasma częstotliwości.

## Parametry elektryczne
- zakres częstotliwości:
  - nadajnika 1,8 – 12 MHz (w 11 podzakresach, fala co 500 Hz)
  - odbiornika 1,8 – 7 MHz (w 2 zakresach poza pewnymi pasmami zakazanymi)
- moc nadajnika do 6 W
- emisja nadajnika:
  - modulacja amplitudy – A1
- odbierane emisje:
  - modulacja amplitudy A1
  - modulacja amplitudy A3
- czułość odbiornika:
  - dla pracy telefonicznej ≤ 75 μV
  - dla pracy telegraficznej ≤ 15 μV
- pasmo toru odbiornika 0,4 – 2,4 kHz
- zasilanie radiostacji:
  - z sieci 220 lub 127 V 50 Hz (zasilacz PzU)
  - z ręcznego generatora (Э-348)
  - z akumulatorów 4СЦМ-5 lub 4 szt. СЦМ-5
  - z suchych baterii 2 szt. „B”-106B i „A” – 3B
- waga radiostacji – 12,8 kg

## Antena radiostacji
- antena promieniowa 26 m – z odczepami na 5, 10 i 16 m
- przeciwwaga 21 m – z odczepami na 5, 10 i 15 m

## Zasięgi radiostacji
- na fali przyziemnej do 50 km
- na fali odbitej 50 do 1000 km